# Hôtel de Ville (Andernos-les-Bains)

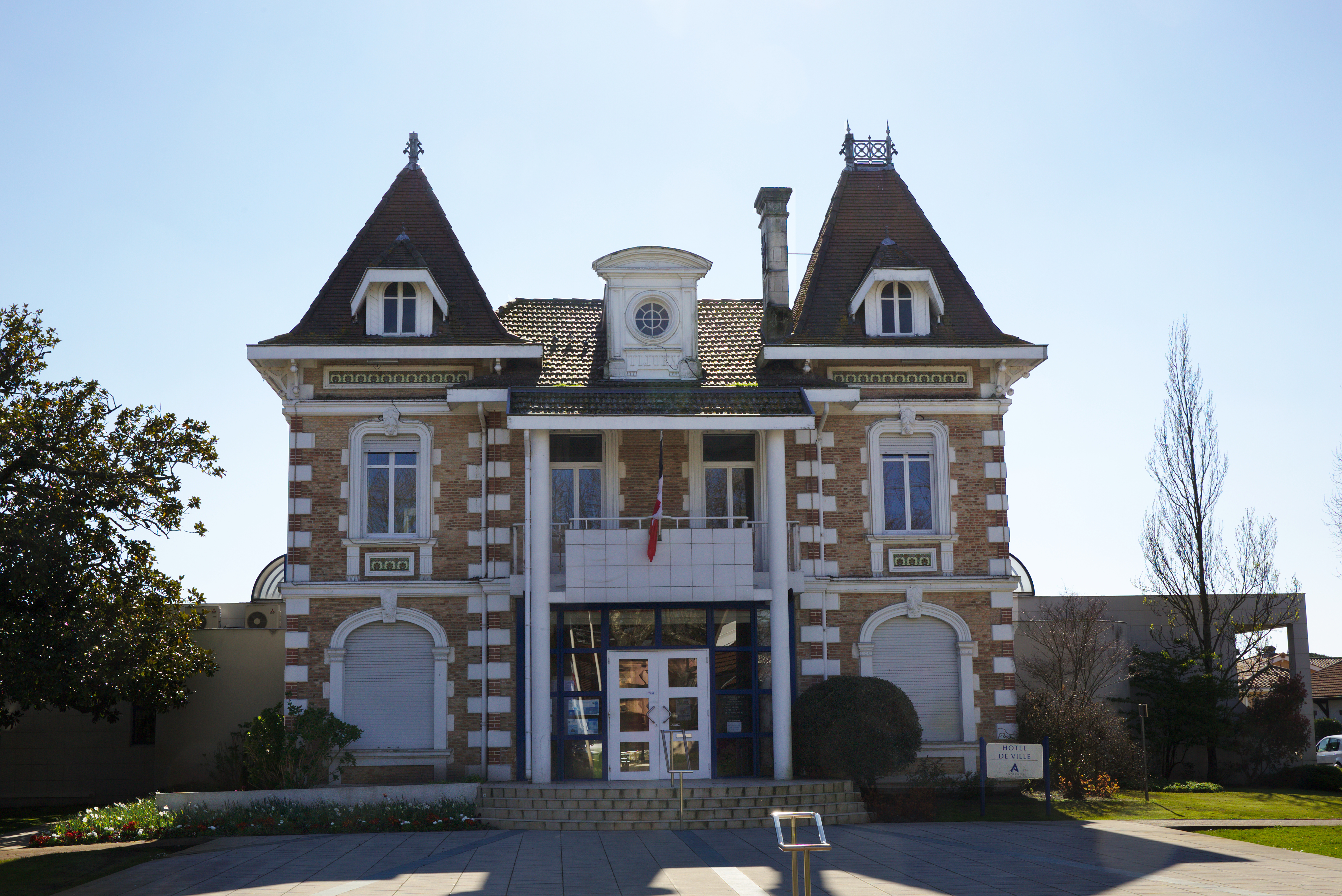
Hôtel de Ville in Andernos-les-Bains

Das Hôtel de Ville (deutsch Rathaus) in Andernos-les-Bains, einer französischen Gemeinde im Département Gironde in der Region Nouvelle-Aquitaine, wurde um 1910 errichtet. 
Die ehemalige Villa an der Boulevard de la République wurde von einem reichen Grundbesitzer für seine Mätresse erbaut. Nachdem die Gemeinde das zweigeschossige Gebäude 1959 gekauft hatte, wurde es als Sitz der Gemeindeverwaltung umgebaut. Im Jahr 1989 erfolgte ein Anbau an der Rückseite.